# Lissonota alveata
Lissonota alveata là một loài tò vò trong họ Ichneumonidae.